# Крути, Исаак Аронович
Исаак Аронович Крути (25 октября (6 ноября) 1890 — 22 ноября 1955) — российский театральный критик.

## Биография
С 1914 года работал в прессе. В 1920-х годах работал на Украине. С 1933 года — в журнале Театр и драматургия.
Автор переводов пьес украинского писателя Корнейчука.
Умер в Москве, похоронен на Введенском кладбище (13 уч.).

## Произведения
- Русский театр в Казани. Материалы к истории провинциального

драматического театра, М., 1958
- Ю. В. Шумский, «Театр», М., 1954
- Под польским игом. Очерк истории театра Западной Украины, «Театр», М., 1939

## Переводы
- Платон Кречет, 1934
- Банкир, 1936
- Правда, 1937